# Lingadevarana Palya, Kunigal
Lingadevarana Palya là một làng thuộc tehsil Kunigal, huyện Tumkur, bang Karnataka, Ấn Độ.